# Antipaluria aequicercata
Antipaluria aequicercata is een insectensoort uit de familie Clothodidae, die tot de orde webspinners (Embioptera) behoort. De soort komt voor in Colombia.
Antipaluria aequicercata is voor het eerst wetenschappelijk beschreven door Enderlein in 1912.